# Yelsted
Yelsted – wieś w Anglii, w hrabstwie Kent. Leży 10 km na północny wschód od miasta Maidstone i 56 km na wschód od centrum Londynu.